# Franco Paolo Arata
Pour les articles homonymes, voir Arata.
Franco Paolo Arata, né le 23 septembre 1950 à Gênes, est un universitaire et homme politique italien.

## Biographie
Titulaire d'un laurea en biologie, il est universitaire, il est professeur émérite d'écologie. 
Il aurait commencé sa carrière comme chercheur au centre Enel de Plaisance.
Il est directeur de l'Istituto Centrale per la Ricerca Scientifica e Tecnologica Applicata al Mare (ICRAM), établissement national chargé de l'étude scientifique et technologique du milieu marin et des stocks de poissons. Cette nomination grâce à sa proximité avec le PSI, est questionné par le sénateur communiste Paolo Guerini, en novembre 1982.
En 1989, alors que les fortes températures estivales ont provoqué l'apparition de mousses mucilagineuses sur la côte adriatique, il est nommé par le ministre de l'Environnement, Giorgio Ruffolo, commissaire extraordinaire pour l'urgence des mucilages. A nouveau en 1993, ses compétences sont mis en doute,  le député MSI Antonio Parlato suggérant qu'il n'aurait pas été professeur de biologie marine dans les universités de Tunis, d'Alger et de Tripoli, mais simple plongeur. Il a présidé l'Aiasub (association italienne des archéologues sous-marins, fondée en 1994.
Médiatisé grâce à son poste de commissaire extraordinaire, il est choisi par Forza Italia, parti créé par l'homme d'affaires Silvio Berlusconi pour être candidat en Toscane lors des élections législatives de 1994. Élu à la Chambre des députés, il préside la Commission interparlementaire pour le développement durable, visant à la mise en œuvre du droit environnemental européen et international et porte six projets de loi, essentiellement sur des questions environnementales.
Vivant entre Gênes, Rome et Castellamare del Golfo, il développe son réseau et investit dans le secteur éolien à travers quatre entreprises (Etna, Solcara, Alqantara et Solgesta), plus particulièrement en Sicile. Il est associé à l’entrepreneur Vito Nicastri, qui domine le secteur de l'énergie éolienne en Sicile, et qui est accusé par la justice d'avoir facilité la fuite du parrain Matteo Messina Denaro. Poursuivant sa carrière universitaire, il est vice-président du forum Energia e società, et exerce comme conseiller ou administrateur de plusieurs entreprises de l'éolien, du photovoltaïque et du biométhane.
En vue des élections parlementaires italiennes de 2018, Matteo Salvini lui demande de développer la dimension environnementale du programme de la Ligue du Nord. Il appelle à reprendre la main sur la question énergétique délaissée par l'Etat aux entreprises nationales Enel et Eni. 
Il appuie fortement la nomination d'Armando Siri au gouvernement Conte lequel tente en vain de nommer Arata commissaire national pour l'urgence des infrastructures (créé par la loi Sblocca Cantieri) après que la Ligue a échoué de le porter à la tête de l'Autorité de régulation de l'énergie, des réseaux et des environnements (Arera).
Mis sur écoute par la justice, il est soupçonné d'avoir versé ou promis un pot-de-vin de 30 000 euros au secrétaire d’État aux Transports du gouvernement Conte, le léguiste Armando Siri, afin d'obtenir des adjudications dans l’éolien et une autorisation pour deux usines de biométhane, ce qui provoque de fortes tensions dans le gouvernement entre la Ligue et le Mouvement 5 étoiles et conduit à la démission de Siri. 
L'un de ses fils a travaillé auprès du secrétaire d’État léguiste à la présidence du Conseil, Giancarlo Giorgetti, et a organisé la première rencontre entre Matteo Salvini et Donald Trump, en novembre 2016. Un autre de ses fils est également poursuivi par la justice à Palerme. 
La famille Arata est également proche de l'ancien conseiller électoral de Donald Trump, Steve Bannon, dont elle organise les séjours en Italie.